# 駐日イエメン大使館
駐日イエメン大使館（ちゅうにちイエメンたいしかん、アラビア語: سفارة اليمن في اليابان、英語: Embassy of Yemen in Japan）は、イエメンが日本の首都東京に設置している大使館である。

## 所在地
2023年6月7日より、東京都千代田区三番町6-3 三番町KB-6ビル 4階で運営されている。
旧住所は「東京都港区西麻布4-12-24 興和西麻布ビル8階807号」であった。

### アクセス
- 東京メトロ半蔵門線 半蔵門駅から徒歩7分
- 都営地下鉄新宿線、東京メトロ東西線・半蔵門線 九段下駅から徒歩11分

## 大使
2022年12月26日より、アーデル・アリ・アハマド・アル・スナイニーが特命全権大使を務めている。